# Sotto le foglie (film 2006)
Sotto le foglie è un cortometraggio del 2006 diretto da Stefano Chiodini ed interpretato da Cecilia Dazzi e Valerio Mastandrea.
Il cortometraggio ha vinto il 46° Globo d'oro (Associazione Stampa Estera in Italia) come miglior cortometraggio 2006 e una menzione speciale come miglior interprete femminile per l'interpretazione di Cecilia Dazzi ai Nastri d'argento 2005.

## Trama
Un ragazzo ha appena cominciato un nuovo lavoro come commesso. La sua piatta routine viene interrotta dalla presenza di una ragazza che dalla sua auto gli lancia ripetuti sguardi di intesa, attraverso la vetrina del negozio. Ma niente è mai come sembra. C'è sempre qualcosa che si cela sotto la superficie delle cose, come le foglie che coprono il terreno.

## Riconoscimenti
- 2005 - Nastro d'argento
  - Menzione speciale come miglior interprete femminile a Cecilia Dazzi
- 2006 - Globo d'oro
  - Globo d'oro al miglior cortometraggio
- 2006 - Genova Film Festival
  - Miglior colonna sonora a Celles
- 2006 - Festival dello Stretto
  - Miglior cortometraggio